# Rinpung Dzong

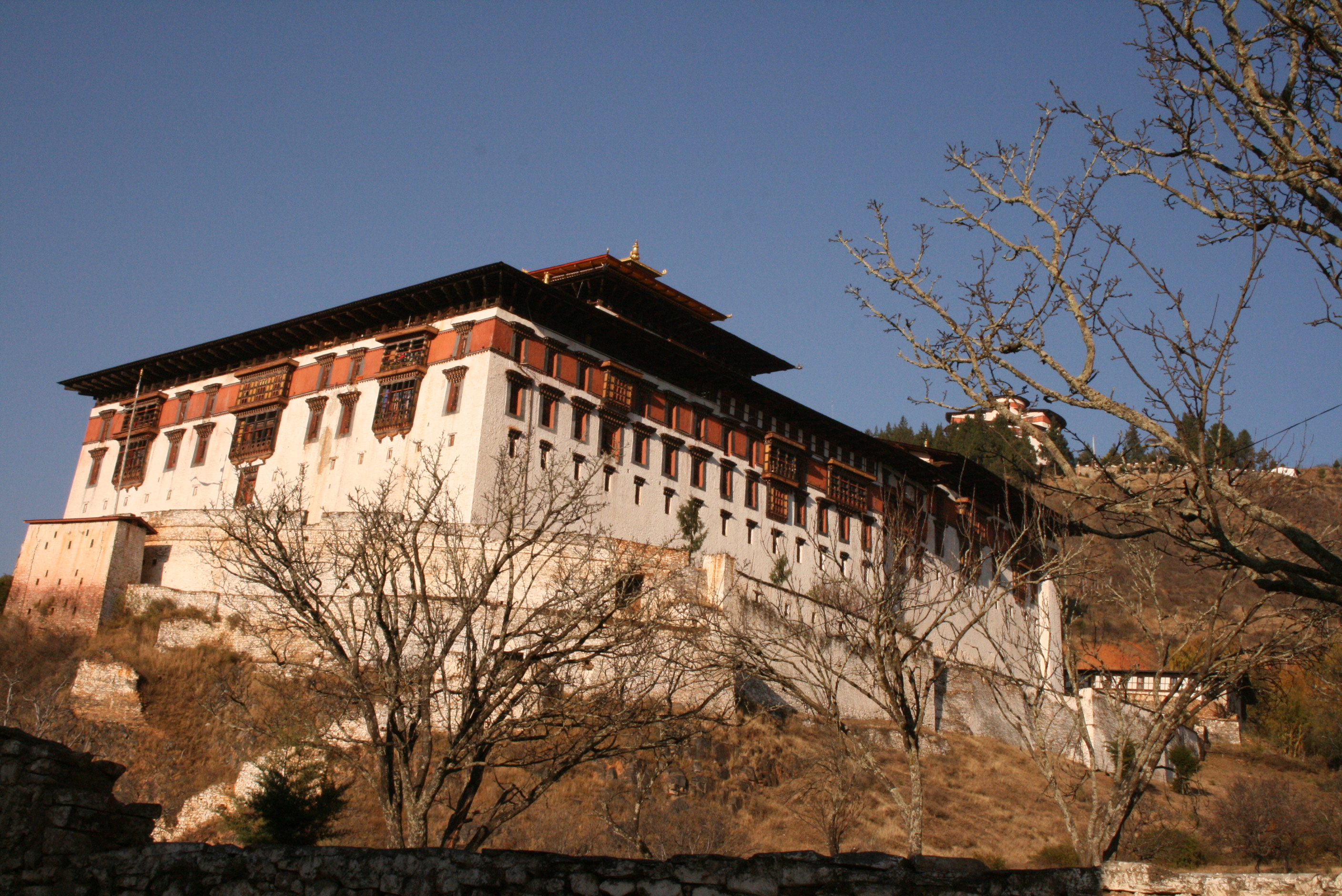
Rinpung Dzong, em Paro, com a sua torre vista no alto.

O Rinpung Dzong é um grande mosteiro e fortificação, situado no distrito de Paro, no Butão.
Algumas cenas do filme Little Buddha (Pequeno Buda), de 1993, foram filmadas na região do mosteiro.

## História
Em 1645 os senhores de Humrel ofereceram o seu pequeno forte a Shabdrung Ngawang Namgyel, um monge Drukpa, reconhecendo assim sua autoridade política e religiosa. Namgyel iniciou imediatamente a construção de uma fortaleza muito mais imponente, e o dzong foi consagrado em 1646.
- https://web.archive.org/web/20120216142124/http://www.bhutan2008.bt/en/node/356